# County Louth
Louth [ˈlaʊð] (irisch Lú) ist ein County in der Provinz Leinster im Nordosten der Republik Irland. Der Name des Countys bezieht sich auf das kleine Dorf Louth bzw. den keltischen Gott Lugh (irisch Lughbhadh).

## Geografie
Die Grafschaft umfasst die Cooley-Halbinsel, die auch als Carlingford Peninsula bekannt ist. Sie liegt zwischen dem Carlingford Lough und der Dundalk Bay. Die höchste Erhebung ist Slieve Foye mit 589 Metern. Zum County gehört auch die in der Eiszeit geformte Küstenebene südwestlich davon. Mit 832 Quadratkilometern ist Louth die flächenmäßig kleinste der historischen irischen Grafschaften.

## Geschichte
Louth nimmt an der vorgeschichtlichen Entwicklung Irlands teil. Beachtliche neue Bodenfunde wurden im Zusammenhang mit dem Bau der Autobahn M1 gemacht. Louth ist eine durch Mythen und Legenden besonders herausgehobene Grafschaft. Im Táin Bó Cúailnge wird sie mit dem „Rinderraub von Cooley“ und dem Sieg des mythologischen Helden Cúchulainn in Verbindung gebracht.

### Mittelalter
841 errichteten die Wikinger bei Linn Duachaill (heute: Annagassan) ihre erste befestigte Siedlung an der Küste von Louth, im selben Jahr, in dem sie auch – weiter südlich – die Siedlung gründeten, aus der Dublin entstand. Auf die Anwesenheit von Wikingern verweist auch die Bezeichnung Carlingford durch das Suffix „ford“ (wie bei Waterford und Wexford, von nordisch Fjord).
Nach der anglonormannischen Eroberung wurde Louth eine der sieben ersten, um 1260 von den Eroberern geschaffenen Grafschaften.
Im Krieg der Bruce in Irland besiegte eine anglo-irischen Armee in der Schlacht bei Faughart (nahe Dundalk) am 14. Oktober 1318 die schottisch-irische Armee von Edward the Bruce, einem Bruder von König Robert I. von Schottland. Edward fiel im Kampf.

### Neuzeit
Bei der brutalen Rückeroberung Irlands verbot Oliver Cromwell nach der Eroberung von Drogheda am 11. September 1649 seinen Soldaten, „irgendjemanden in der Stadt zu schonen, den ihr in der Stadt bewaffnet antrefft“. Er ließ die irischen Verteidiger, die sich bereits ergeben hatten, massakrieren, außerdem zahlreiche Zivilisten. Alle katholischen Priester in der Stadt wurden ermordet.
Bei der Teilung Irlands durch den Anglo-Irischen Vertrag 1921 wurde Louth Teil des Irischen Freistaates.

## Wirtschaft
Die Wirtschaft konzentriert sich in den Hafenstädten Dundalk und Drogheda. Das Land wird hauptsächlich für den Anbau von Gerste, Weizen, Hafer und Kartoffeln genutzt.

## Politik
Nach der Kommunalwahl im Juni 2024 ergibt sich im Louth County Council die folgende Sitzverteilung.
In das irische Parlament (Dáil Éireann) werden aus Louth fünf Abgeordnete gewählt. Bei der Wahl im November 2024 gab es das folgende Ergebnis:
| Partei       | Sitze |
| ------------ | ----- |
| Sinn Féin    | 7     |
| Fianna Fáil  | 6     |
| Fine Gael    | 6     |
| Labour Party | 2     |
| Green Party  | 1     |
| Unabhängige  | 7     |

| Partei       | Sitze |
| ------------ | ----- |
| Sinn Féin    | 2     |
| Labour Party | 1     |
| Fine Gael    | 1     |
| Fianna Fáil  | 1     |

## Persönlichkeiten
- Peter Francis Crinnon (1818–1882), Bischof von Hamilton in Ontario
- Francis Leopold McClintock (1819–1907), britischer Marineoffizier und Arktisforscher
- Bernard Markey (1935–2003), Politiker
- Thomas Bellew (1943–1995), Politiker
- Eamonn Campbell (1946–2017), Mitglied der Folkgruppe The Dubliners
- Pierce Brosnan (* 1953), Schauspieler, u. a. als James Bond

## Sehenswürdigkeiten
- Megalithanlagen von Aghnaskeagh
- Ardee Castle
- Carlingford Castle
- Castleroche Castle
- Clochafarmore Menhir
- Court Tomb von Commons, Megalith
- Dromiskin Rundturm und Hochkreuz
- Donaghmore Souterrain
- Dun Dealgan (Burganlage vom Typ einer Motte) in Dundalk
- Mellifont Abbey
- Monasterboice (frühchristliche Klosteranlage mit Rundturm und Hochkreuzen)
- Proleek Dolmen (auch „The Giant’s Load“) und Passage tomb (auch Giant´s Graves)
- Rathiddy, mit dem Cloch an Fhir Mhoir („Stein des großen Mannes“), siehe Aided Chon Culainn („Der Tod Cú Chulainns“)
- Roodstown Castle
- St. Mochta´s House (Oratory)
- Termonfeckin Castle und Hochkreuz
- Tinure (Felsritzung)
- Reliquie (abgeschlagener Kopf) von Oliver Plunkett in der Saint Peter’s Church in Drogheda